# Blessthefall
Blessthefall是一個美國金屬蕊樂團，來自美國亞利桑那州的鳳凰城，目前與Fearless簽約。這個樂團成立時間在2003年，由吉他手Mike Frisby、鼓手Matt Traynor和貝斯手Jared Warth所成立。首張專輯《His Last Walk》，發行於2007年四月10日，當時的主唱為Craig Mabbitt。2009年十月6日，第二張專輯《Witness》的發行，則換上新主唱Beau Bokan。2011年十月4日，第四張專輯《Awakening》。

## 專輯作品
- 2007: 《His Last Walk》
- 2009: 《Witness》
- 2011: 《Awakening》
- 2013: 《Hollow bodies》
- 2015: 《To Those Left Behind》
- 2018: 《Hard Feelings》

## 樂團成員
現今成員
- Beau Bokan - 主唱 （自2008）
- Elliott Gruenberg - 節奏吉他 （自2011）
- Eric Lambert - 吉他、和聲 （自2005）
- Jared Warth - 貝斯、吼腔 （自2003）

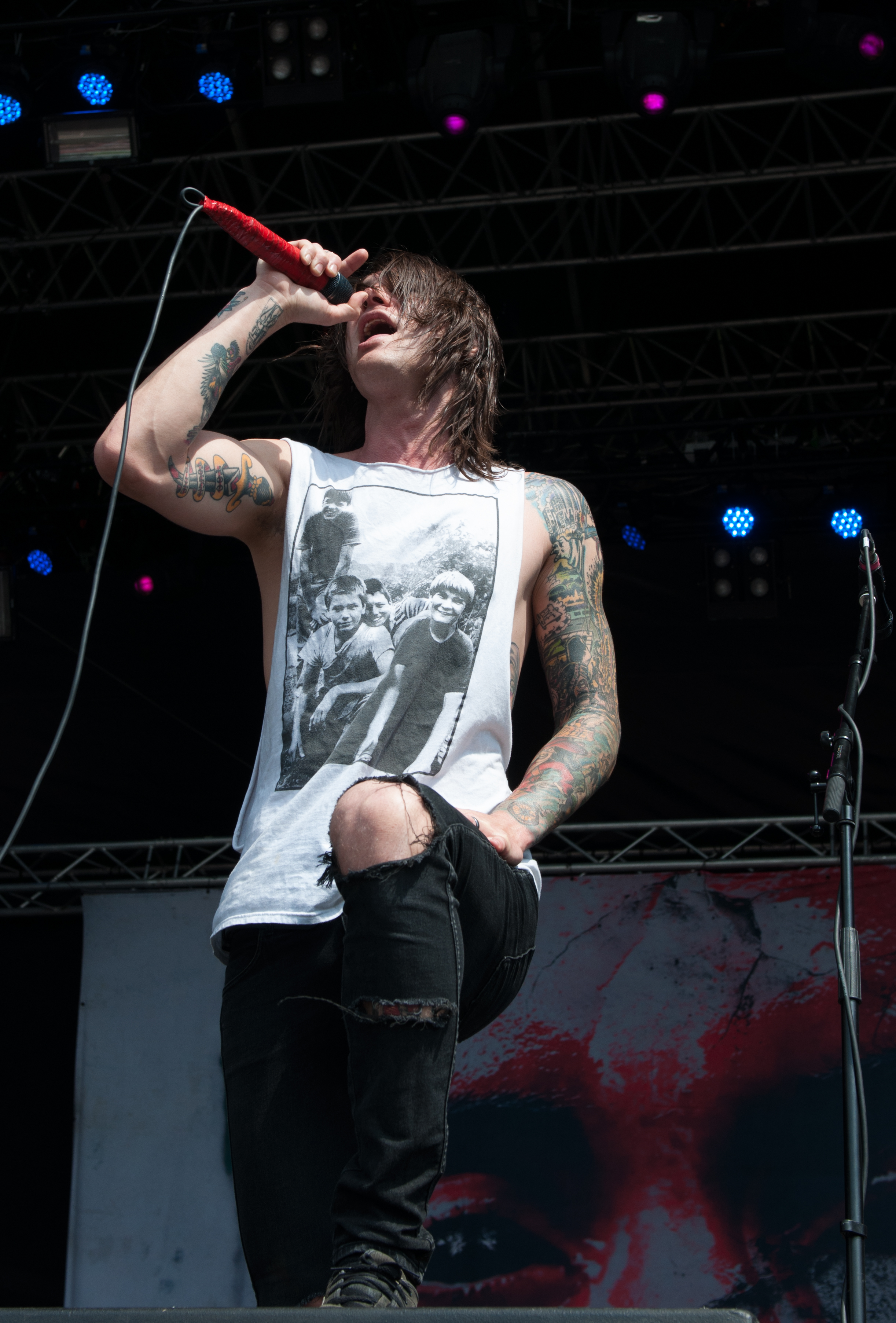
Beau Bokan, 2014
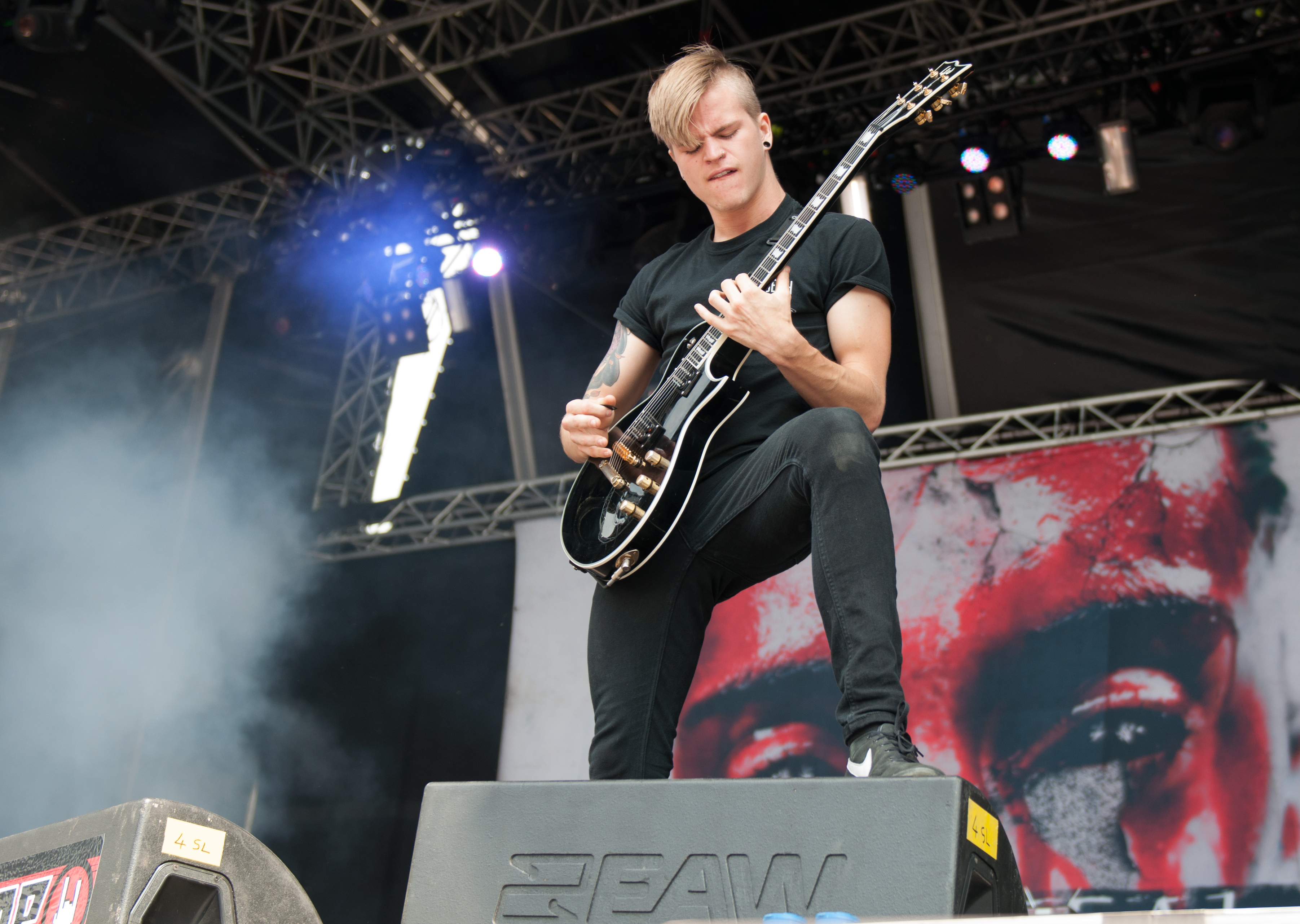
Elliott Gruenberg, 2014
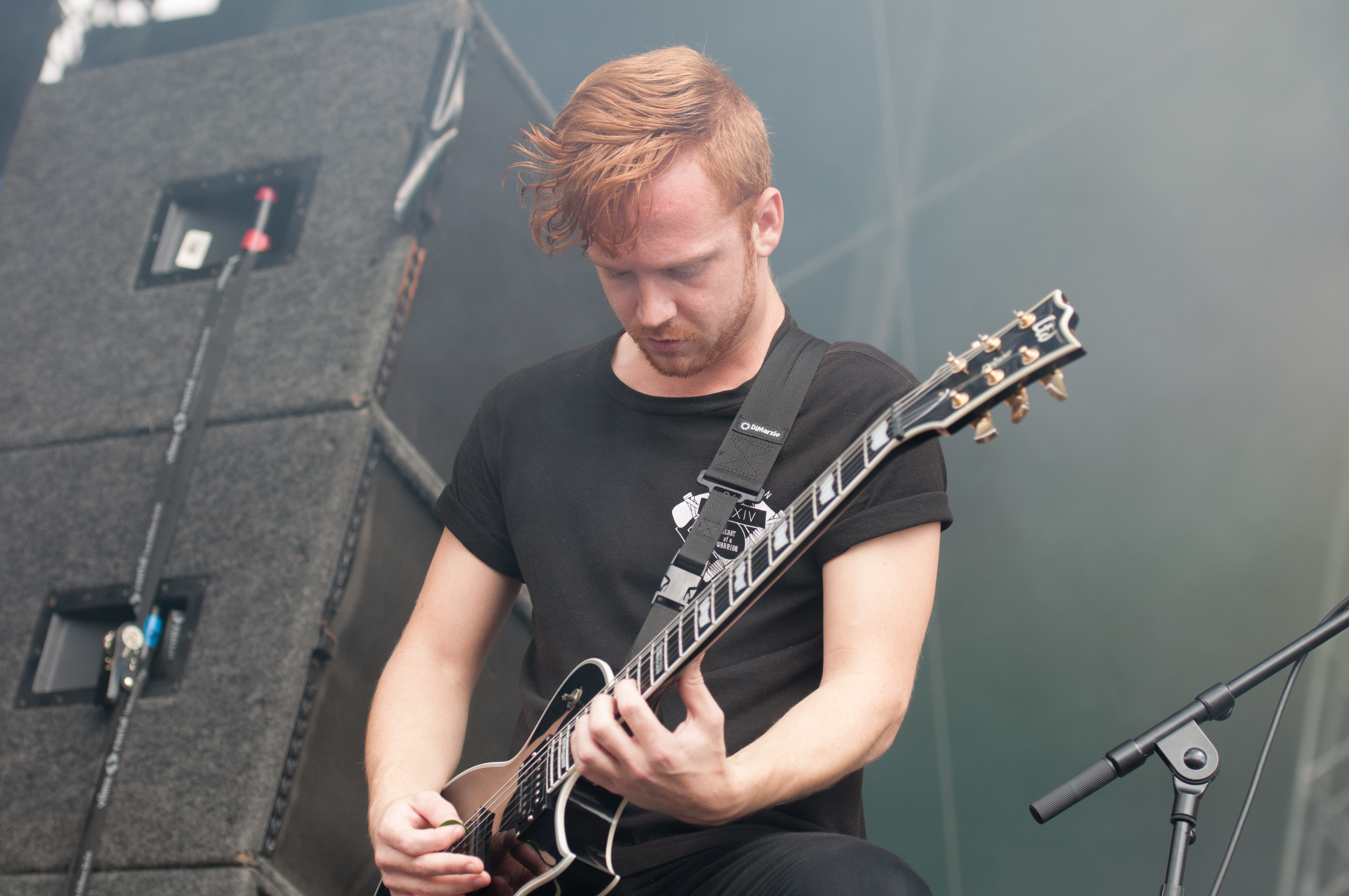
Eric Lambert, 2014
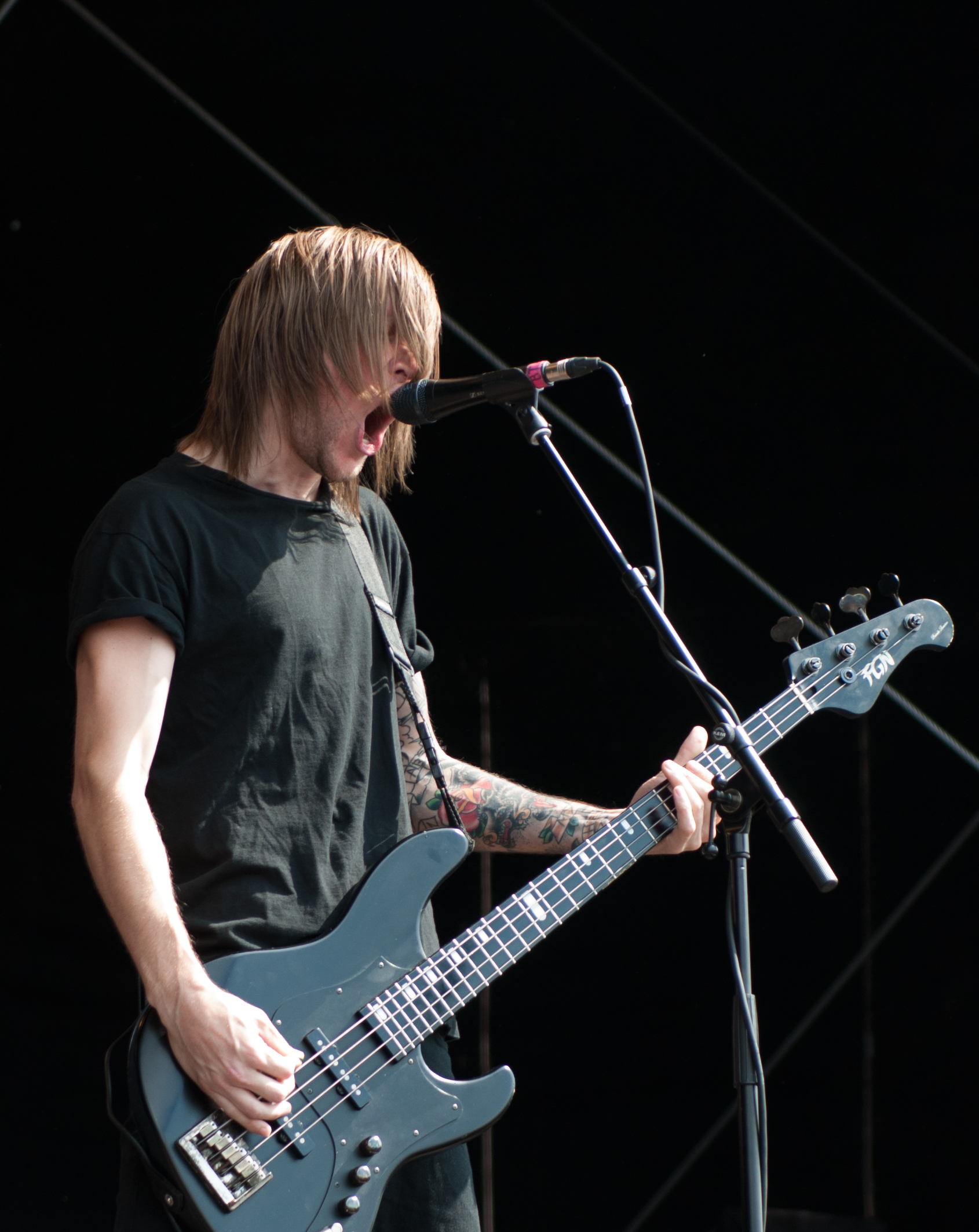
Jared Warth, 2014

離團成員
- Michael Frisby - 節奏吉他 (2003–2011）
- Craig Mabbitt - 主唱 (2003–2008）
- Miles Bergsma - 吉他 (2003–2005）
- Matt Traynor - 鼓 （2004-2018） [5]

巡演成員
- Aiden Louis - 貝斯、和聲[6] （2007–2008）

## 外部連結
- 官方网站